# Warstwa glebowa
Warstwa glebowa – utwór (materiał macierzysty) znajdujący się w obrębie profilu glebowego lub pod nim, który charakteryzuje się cechami i właściwościami związanymi z litogenezą, a nie pedogenezą.
Pojęcie warstwa glebowa jest używane w dwóch ujęciach. 
W szerszym znaczeniu opisuje się tak każdy materiał w obrębie gleby, ułożony mniej więcej równolegle do powierzchni, możliwy do oddzielenia od materiałów sąsiadujących. Tak rozumiana warstwa glebowa obejmuje zarówno poziomy glebowe jak i warstwy glebowe w węższym ujęciu. 
W węższym ujęciu, tak jak podaje m.in. systematyka gleb Polski, są to materiały w obrębie gleby, które zostały wyodrębnione na podstawie różnic wynikających z litogenezy (powstania danej skały lub osadu), a nie powstałych poprzez działanie procesów glebotwórczych. 
Przykładami warstw w obrębie gleby mogą być np. przewarstwienia piasku w glebach torfowych, warstewki osadów aluwialnych w madach, lita skała, piasek eoliczny na piasku rzecznym, a także pokrywy stokowe w obszarach górskich (powstałe z tego samego lub innego materiału macierzystego jak podłoże skalne, na którym leży). Pomiędzy różnymi warstwami występują nieciągłości litologiczne, czyli skokowe zmiany uziarnienia,  ułożenia lub charakteru osadów.
Kiedy występują przynajmniej dwie warstwy glebowe w obrębie profilu mówimy o glebach niecałkowitych. Każda z warstw składa się z innego materiału macierzystego, w obrębie którego mogą powstawać poziomy glebowe.